# Buszel
Buszel (ang. bushel; skrót bu) – jednostka objętości materiałów sypkich stosowana w krajach anglosaskich .
- Buszel angielski (oznaczenie: bu(UK)) = 8 galonów angielskich = 36,36872… litra; wycofany jako oficjalna miara brytyjska w 1970 r.[1]
- Buszel amerykański (oznaczenie: bu(US)) = 35,23907… litra[1] .

1 bu(US) = 0,96894… bu(UK) 
Buszel jest także amerykańską jednostką masy (w szczególności ciał sypkich, np. zbóż), różniącą się w zależności od substancji, a nawet jej rodzaju. Waha się wówczas od 38 lb (czyli 17,237… kg) dla owsa do 70 lb (czyli 31,751… kg) dla łuskanej kukurydzy . Amerykanie znają również buszel cementu (80 lub 100 lb) .